# Geron garagniae
Geron garagniae är en tvåvingeart som beskrevs av Efflatoun 1945. Geron garagniae ingår i släktet Geron och familjen svävflugor.
Artens utbredningsområde är Egypten. Inga underarter finns listade i Catalogue of Life.